# Fotbal na Letních olympijských hrách 2000 – turnaj mužů
Fotbalový turnaj na Letních olympijských hrách 2000 byl 20. oficiální fotbalový turnaj na olympijských hrách. Turnaj byl určen pro hráče do 23 let s tím, že v každém týmu mohli nastoupit i tři starší hráči. Vítězem se stala kamerunská fotbalová reprezentace do 23 let.

## Kvalifikace
Hlavní článek: Kvalifikace na fotbalový turnaj na Letních olympijských hrách 2000
| - Afrika (CAF) - Kamerun - Maroko - Nigérie - Jihoafrická republika - Asie (AFC) - Jižní Korea - Kuvajt - Japonsko - Severní, Střední Amerika a Karibik (CONCACAF) - Honduras - USA - Jižní Amerika (CONMEBOL) - Brazílie - Chile |  | - Evropa (UEFA) - Česko - Itálie - Slovensko - Španělsko - Hostitel - Austrálie |

## Medailisté
| Zlato   | Kamerun   |
| Stříbro | Španělsko |
| Bronz   | Chile     |

## Základní skupiny

### Skupina A
| Tým       | Z | V | R | P | VG | IG | +/- | B |
| --------- | - | - | - | - | -- | -- | --- | - |
| Itálie    | 3 | 2 | 1 | 0 | 5  | 2  | +3  | 7 |
| Nigérie   | 3 | 1 | 2 | 0 | 7  | 6  | +1  | 5 |
| Honduras  | 3 | 1 | 1 | 1 | 6  | 7  | -1  | 4 |
| Austrálie | 3 | 0 | 0 | 3 | 3  | 6  | -3  | 0 |

| 13. září 2000 20:00 |        |           |                                                                                |
| Austrálie           | 0 : 1  | Itálie    | Melbourne Cricket Ground, Melbourne diváci: 93 252 rozhodčí: Peter Prendergast |
|                     | Report | Pirlo 81' | Melbourne Cricket Ground, Melbourne diváci: 93 252 rozhodčí: Peter Prendergast |

| 13. září 2000 18:30                       |        |                         |                                                                   |
| Nigérie                                   | 3 : 3  | Honduras                | Hindmarsh Stadium, Adelaide diváci: 13 386 rozhodčí: Ľuboš Micheľ |
| Ignabidolor 50' Agali 78' Aiyegbeni 90+1' | Report | Suazo 35', 76' León 60' | Hindmarsh Stadium, Adelaide diváci: 13 386 rozhodčí: Ľuboš Micheľ |

| 16. září 2000 20:00  |        |                                   |                                                                       |
| Austrálie            | 2 : 3  | Nigérie                           | Olympic Stadium, Sydney diváci: 38 080 rozhodčí: Carlos Eugênio Simon |
| Foxe 41' Wehrman 44' | Report | Ikedia 16' Aghahowa 22' Agali 64' | Olympic Stadium, Sydney diváci: 38 080 rozhodčí: Carlos Eugênio Simon |

| 16. září 2000 18:30              |        |                     |                                                             |
| Itálie                           | 3 : 1  | Honduras            | Hindmarsh Stadium, Adelaide diváci: 18 301 rozhodčí: Lu Jun |
| Comandini 12', 22' Ambrosini 18' | Report | Comandini 29' (vl.) | Hindmarsh Stadium, Adelaide diváci: 18 301 rozhodčí: Lu Jun |

| 19. září 2000 20:00 |        |               |                                                               |
| Austrálie           | 1 : 2  | Honduras      | Olympic Stadium, Sydney diváci: 37 788 rozhodčí: Mourad Daami |
| Rosales 51' (vl.)   | Report | Suazo 3', 60' | Olympic Stadium, Sydney diváci: 37 788 rozhodčí: Mourad Daami |

| 19. září 2000 18:30 |        |           |                                                                   |
| Itálie              | 1 : 1  | Nigérie   | Hindmarsh Stadium, Adelaide diváci: 18 340 rozhodčí: Felipe Ramos |
| Okunowo 65' (vl.)   | Report | Lawal 40' | Hindmarsh Stadium, Adelaide diváci: 18 340 rozhodčí: Felipe Ramos |

### Skupina B
| Tým         | Z | V | R | P | VG | IG | +/- | B |
| ----------- | - | - | - | - | -- | -- | --- | - |
| Chile       | 3 | 2 | 0 | 1 | 7  | 3  | +4  | 6 |
| Španělsko   | 3 | 2 | 0 | 1 | 6  | 3  | +3  | 6 |
| Jižní Korea | 3 | 2 | 0 | 1 | 2  | 3  | -1  | 6 |
| Maroko      | 3 | 0 | 0 | 3 | 1  | 7  | -6  | 0 |

| 14. září 2000 18:30 |        |                                      |                                                                   |
| Jižní Korea         | 0 : 3  | Španělsko                            | Hindmarsh Stadium, Adelaide diváci: 14 060 rozhodčí: Felipe Ramos |
|                     | Report | Velamazán 10' José Mari 26' Xavi 37' | Hindmarsh Stadium, Adelaide diváci: 14 060 rozhodčí: Felipe Ramos |

| 14. září 2000 20:00 |        |                                                  |                                                                        |
| Maroko              | 1 : 4  | Chile                                            | Melbourne Cricket Ground, Melbourne diváci: 22 654 rozhodčí: Saad Mane |
| Ouchla 79'          | Report | Zamorano 36', 45+1' (pen.), 55' Navia 72' (pen.) | Melbourne Cricket Ground, Melbourne diváci: 22 654 rozhodčí: Saad Mane |

| 17. září 2000 18:30 |        |        |                                                                     |
| Jižní Korea         | 1 : 0  | Maroko | Hindmarsh Stadium, Adelaide diváci: 12 753 rozhodčí: Herbert Fandel |
| Lee Chun-Soo 53'    | Report |        | Hindmarsh Stadium, Adelaide diváci: 12 753 rozhodčí: Herbert Fandel |

| 17. září 2000 20:00 |        |                           |                                                                                |
| Španělsko           | 1 : 3  | Chile                     | Melbourne Cricket Ground, Melbourne diváci: 58 061 rozhodčí: Felix Tangawarima |
| Lacruz 54'          | Report | Olarra 24' Navia 41', 90' | Melbourne Cricket Ground, Melbourne diváci: 58 061 rozhodčí: Felix Tangawarima |

| 20. září 2000 18:30 |        |       |                                                                   |
| Jižní Korea         | 1 : 0  | Chile | Hindmarsh Stadium, Adelaide diváci: 16 309 rozhodčí: Ľuboš Micheľ |
| Lee Dong-Gook 28'   | Report |       | Hindmarsh Stadium, Adelaide diváci: 16 309 rozhodčí: Ľuboš Micheľ |

| 20. září 2000 20:00     |        |        |                                                                     |
| Španělsko               | 2 : 0  | Maroko | Melbourne Cricket Ground, Melbourne diváci: 24 623 rozhodčí: Lu Jun |
| José Mari 33' Gabri 90' | Report |        | Melbourne Cricket Ground, Melbourne diváci: 24 623 rozhodčí: Lu Jun |

### Skupina C
| Tým     | Z | V | R | P | VG | IG | +/- | B |
| ------- | - | - | - | - | -- | -- | --- | - |
| USA     | 3 | 1 | 2 | 0 | 6  | 4  | +2  | 5 |
| Kamerun | 3 | 1 | 2 | 0 | 5  | 4  | +1  | 5 |
| Kuvajt  | 3 | 1 | 0 | 2 | 6  | 8  | -2  | 3 |
| Česko   | 3 | 0 | 2 | 1 | 5  | 6  | -1  | 2 |

| 13. září 2000 20:00    |        |                                  |                                                                       |
| USA                    | 2 : 2  | Česko                            | Bruce Stadium, Canberra diváci: 24 800 rozhodčí: Carlos Eugênio Simon |
| Albright 21' Wolff 44' | Report | Jankulovski 28' Došek 52' (pen.) | Bruce Stadium, Canberra diváci: 24 800 rozhodčí: Carlos Eugênio Simon |

| 13. září 2000 19:00                |        |                         |                                                                           |
| Kamerun                            | 3 : 2  | Kuvajt                  | Brisbane Cricket Ground, Brisbane diváci: 26 730 rozhodčí: Bruce Grimshaw |
| Alnoudji 37' M’Boma 76' Lauren 86' | Report | Mutairi 63' Mubarak 88' | Brisbane Cricket Ground, Brisbane diváci: 26 730 rozhodčí: Bruce Grimshaw |

| 16. září 2000 20:00 |        |            |                                                                       |
| USA                 | 1 : 1  | Kamerun    | Bruce Stadium, Canberra diváci: 22 379 rozhodčí: Mario Sanchez Yanten |
| Vagenas 64'         | Report | M’Boma 16' | Bruce Stadium, Canberra diváci: 22 379 rozhodčí: Mario Sanchez Yanten |

| 16. září 2000 19:00    |        |                            |                                                                         |
| Česko                  | 2 : 3  | Kuvajt                     | Brisbane Cricket Ground, Brisbane diváci: 22 182 rozhodčí: Mourad Daami |
| Heinz 2' Lengyel 90+1' | Report | Mutairi 56' Saeed 64', 73' | Brisbane Cricket Ground, Brisbane diváci: 22 182 rozhodčí: Mourad Daami |

| 19. září 2000 20:00                 |        |           |                                                                             |
| USA                                 | 3 : 1  | Kuvajt    | Melbourne Cricket Ground, Melbourne diváci: 19 684 rozhodčí: Herbert Fandel |
| Califf 40' Albright 63' Donovan 88' | Report | Najem 83' | Melbourne Cricket Ground, Melbourne diváci: 19 684 rozhodčí: Herbert Fandel |

| 19. září 2000 20:00 |        |            |                                                                           |
| Česko               | 1 : 1  | Kamerun    | Brisbane Cricket Ground, Brisbane diváci: 23 442 rozhodčí: Simon Micallef |
| Došek 74'           | Report | Lauren 24' | Brisbane Cricket Ground, Brisbane diváci: 23 442 rozhodčí: Simon Micallef |

### Skupina D
| Tým                   | Z | V | R | P | VG | IG | +/- | B |
| --------------------- | - | - | - | - | -- | -- | --- | - |
| Brazílie              | 3 | 2 | 0 | 1 | 5  | 4  | +1  | 6 |
| Japonsko              | 3 | 2 | 0 | 1 | 4  | 3  | +1  | 6 |
| Jihoafrická republika | 3 | 1 | 0 | 2 | 5  | 5  | 0   | 3 |
| Slovensko             | 3 | 1 | 0 | 2 | 4  | 6  | -2  | 3 |

| 14. září 2000 19:00                   |        |             |                                                                           |
| Brazílie                              | 3 : 1  | Slovensko   | Brisbane Cricket Ground, Brisbane diváci: 24 616 rozhodčí: Simon Micallef |
| Edu 30' Čišovský 68' (vl.) Alex 90+1' | Report | Porázik 26' | Brisbane Cricket Ground, Brisbane diváci: 24 616 rozhodčí: Simon Micallef |

| 14. září 2000 20:00   |        |                     |                                                               |
| Jihoafrická republika | 1 : 2  | Japonsko            | Bruce Stadium, Canberra diváci: 17 500 rozhodčí: Stéphane Bré |
| Nomvethe 31'          | Report | Takahara 45+1', 79' | Bruce Stadium, Canberra diváci: 17 500 rozhodčí: Stéphane Bré |

| 17. září 2000 19:00 |        |                                       |                                                                           |
| Brazílie            | 1 : 3  | Jihoafrická republika                 | Brisbane Cricket Ground, Brisbane diváci: 36 328 rozhodčí: Bruce Grimshaw |
| Edu 11'             | Report | Fortune 10' Nomvethe 74' Lekoelea 90' | Brisbane Cricket Ground, Brisbane diváci: 36 328 rozhodčí: Bruce Grimshaw |

| 17. září 2000 20:00 |        |                        |                                                               |
| Slovensko           | 1 : 2  | Japonsko               | Bruce Stadium, Canberra diváci: 15 289 rozhodčí: Falla N'Doye |
| Porázik 83'         | Report | Nakata 67' Inamoto 74' | Bruce Stadium, Canberra diváci: 15 289 rozhodčí: Falla N'Doye |

| 20. září 2000 19:00 |        |          |                                                                         |
| Brazílie            | 1 : 0  | Japonsko | Brisbane Cricket Ground, Brisbane diváci: 36 608 rozhodčí: Stéphane Bré |
| Alex 5'             | Report |          | Brisbane Cricket Ground, Brisbane diváci: 36 608 rozhodčí: Stéphane Bré |

| 20. září 2000 20:00    |        |                       |                                                                       |
| Slovensko              | 2 : 1  | Jihoafrická republika | Bruce Stadium, Canberra diváci: 14 562 rozhodčí: Mario Sanchez Yanten |
| Czinege 47' Šlahor 72' | Report | McCarthy 75'          | Bruce Stadium, Canberra diváci: 14 562 rozhodčí: Mario Sanchez Yanten |

## Play off

### Čtvrtfinále
| 23. září 2000 18:30          |                |                             |                                                                        |
| USA                          | 2 : 2 (prodl.) | Japonsko                    | Hindmarsh Stadium, Adelaide diváci: 18 345 rozhodčí: Felix Tangawarima |
| Wolff 68' Vagenas 90' (pen.) | Report         | Yanagisawa 30' Takahara 72' | Hindmarsh Stadium, Adelaide diváci: 18 345 rozhodčí: Felix Tangawarima |

|                                       |       | Penaltový rozstřel                     |  |
| Vagenas Agoos Donovan Wolff Victorine | 5 : 4 | Nakamura Inamoto Morioka Nakata Myojin |  |

| 23. září 2000 19:00 |                |                        |                                                                           |
| Brazílie            | 1 : 2 (prodl.) | Kamerun                | Brisbane Cricket Ground, Brisbane diváci: 37 332 rozhodčí: Herbert Fandel |
| Ronaldinho 90+4'    | Report         | M’Boma 17' M'bami 113' | Brisbane Cricket Ground, Brisbane diváci: 37 332 rozhodčí: Herbert Fandel |

| 23. září 2000 20:00 |        |           |                                                                       |
| Itálie              | 0 : 1  | Španělsko | Olympic Stadium, Sydney diváci: 38 134 rozhodčí: Carlos Eugênio Simon |
|                     | Report | Gabri 86' | Olympic Stadium, Sydney diváci: 38 134 rozhodčí: Carlos Eugênio Simon |

| 23. září 2000 20:00                            |        |           |                                                                        |
| Chile                                          | 4 : 1  | Nigérie   | Melbourne Cricket Ground, Melbourne diváci: 44 425 rozhodčí: Saad Mane |
| Contreras 17' Zamorano 18' Navia 42' Tello 65' | Report | Agali 76' | Melbourne Cricket Ground, Melbourne diváci: 44 425 rozhodčí: Saad Mane |

### Semifinále
| 26. září 2000 20:00                 |        |                    |                                                               |
| Španělsko                           | 3 : 1  | USA                | Olympic Stadium, Sydney diváci: 39 800 rozhodčí: Mourad Daami |
| Tamudo 16' Angulo 25' José Mari 87' | Report | Vagenas 42' (pen.) | Olympic Stadium, Sydney diváci: 39 800 rozhodčí: Mourad Daami |

| 26. září 2000 21:00 |        |                              |                                                                           |
| Chile               | 1 : 2  | Kamerun                      | Melbourne Cricket Ground, Melbourne diváci: 64 338 rozhodčí: Stéphane Bré |
| Abanda 78' (vl.)    | Report | M’Boma 84' Lauren 89' (pen.) | Melbourne Cricket Ground, Melbourne diváci: 64 338 rozhodčí: Stéphane Bré |

### O 3. místo
| 29. září 2000 20:00      |        |     |                                                                 |
| Chile                    | 2 : 0  | USA | Olympic Stadium, Sydney diváci: 26 381 rozhodčí: Simon Micallef |
| Zamorano 69' (pen.), 84' | Report |     | Olympic Stadium, Sydney diváci: 26 381 rozhodčí: Simon Micallef |

### Finále
| 30. září 2000 12:00       |                |                     |                                                                |
| Kamerun                   | 2 : 2 (prodl.) | Španělsko           | Olympic Stadium, Sydney diváci: 104 098 rozhodčí: Felipe Ramos |
| Amaya 53' (vl.) Eto'o 58' | Report         | Xavi 2' Gabri 45+2' | Olympic Stadium, Sydney diváci: 104 098 rozhodčí: Felipe Ramos |

|                                 |       | Penaltový rozstřel           |  |
| M’Boma Eto'o Njitap Lauren Wome | 5 : 3 | Xavi Capdevila Amaya Albelda |  |